# Вельяминово (Пензенская область)
Вельяминово — деревня в Вадинском районе Пензенской области России. Входит в состав Большелукинского сельсовета.

## География
Деревня находится в северо-западной части Пензенской области, в пределах восточной окраины Окско-Донской низменности, в лесостепной зоне, на берегах реки Латос, на расстоянии примерно 13 километров (по прямой) к западу-юго-западу (WSW) от села Вадинска, административного центра района. Абсолютная высота — 156 метров над уровнем моря.
Климат
Климат характеризуется как умеренно континентальный. Средняя температура воздуха самого холодного месяца (января) составляет −11,5 °C (абсолютный минимум — −44 °С); самого тёплого месяца (июля) — 19,5 °C (абсолютный максимум — 38 °С). Продолжительность безморозного периода составляет 133 дня. Годовое количество атмосферных осадков — 467 мм. Снежный покров держится в среднем 141 день.

## История
Основана около 1700 года помещиком Иваном Ивановичем Вельяминовым. В 1785 году показана за помещиком Яковом Дмитриевичем Ланским (70 ревизских душ). Жители являлись прихожанами Михайло-Архангельской церкви села Ртищева.
По состоянию на 1911 год в деревне, относившейся к Ртищевской волости Керенского уезда, имелись: одно крестьянское общество и 57 дворов. Население села того периода составляло 415 человек. По данным 1955 года в Вельяминове располагалась бригада колхоза имени Сталина.

## Население
| 2010 |
| ---- |
| 8    |

Половой состав
По данным Всероссийской переписи населения 2010 года в гендерной структуре населения мужчины составляли 25 %, женщины — соответственно 75 %.
Национальный состав
Согласно результатам переписи 2002 года, в национальной структуре населения русские составляли 100 % из 22 чел.

## Улицы
Уличная сеть деревни состоит из одной улицы (ул. Полевая).